# Іон Діаконеску
Іон Діаконеску (нар. 25 серпня 1917, повіт Арджеш — пом. 11 жовтня 2011, Бухарест) — румунський антикомуністичний активіст і політик. В комуністичну епоху в Румунії він перебував у тюрмі як політичний в'язень протягом сімнадцяти років: з 1947 по 1964 роки. Пізніше Діаконеску став лідером Християнсько-демократичної національної селянської партії (ПНЧД).

## Життєпис

### Дитинство і юність
Іон Діаконеску народився влітку 1917 року в місцевості Боцешть (сучасний жудець Арджеш), що знаходилася у той час під німецькою окупацією, в родині священника Попеску. Пізніше він часто повертався у рідні місця, в тому числі — і бувши вже в похилому віці. В його родині була довга «чернеча традиція»: багато хто з її членів були священниками або ченцями. У 1936 році, у віці 19 років, Діаконеску став членом Румунської селянської партії. В той же період вирушив до Бухаресту, де навчався в політехнічному університеті на факультеті електросистем, який він закінчив у 1942 році. Потім Діаконеску працював у Міністерстві народного господарства на посаді технічного рецензента.

### Політв'язень
У 1947 році Діаконеску був звільнений з посади у міністерстві з причини своєї політичної діяльності. Після серії арештів партійних лідерів, сам Іон — як лідер молодіжної групи своєї партії — також став переслідуватися владою. Ввечері 1 грудня 1947 року він був арештований у своїй квартирі в Бухаресті; у 1948 році він був засуджений до 15 років позбавлення волі з конфіскацією майна.
Змінивши кілька місць ув'язнення Діаконеску в підсумку опинився в камері з 5-6 іншими політичними в'язнями. Це давало можливість для «культурного обміну» між освіченими людьми. Він вийшов із в'язниці 30 листопада 1962 року. Після звільнення, його переслідування комуністичним режимом Румунії не припинилося: майже відразу його було відправлено під домашній арешт, а потім — депортований разом з іншими противниками режиму.

### Життя в умовах комуністичного режиму
Ще в Бухаресті в 1964 році Діаконеску було вкрай важко знайти роботу. У цей період він продовжував таємно зустрічатися з іншими учасниками Селянської партії (зокрема, з Корнеліусом Копосу). Одне з таких зібрань у 1974 році було виявлене службою безпеки країни.

### Політична діяльність після 1989 року
У той час як Румунська революція 1989 року призвела до повалення режиму Ніколае Чаушеску, Діаконеску, Копосу та інші лідери закликали 22 грудня 1989 року до відновлення Національної селянської партії. Вона швидко злилася з іншими політичними групами і стала ядром для формування Християнсько-демократичної Національної Селянської партії (PNŢCD). 29 січня 1990 року робітники, що були прихильниками комуністичного ладу в країні напали на штаб партії.
Перші вільні вибори в новій Румунії пройшли 20 травня 1990 року: кандидат Діаконеску отримав одне з 12 місць своєї партії у парламенті. Після смерті Корнеліуса Копосу в 1995 році, Діаконеску зайняв його місце на посту лідера партії. В цей період він зумів провести через законодавчі органи ряд своїх реформ: прискорення приватизації, реституція землі, конфіскованої колишнім режимом, аналіз архівів секретних служб і загальна орієнтація на Захід у зовнішній політиці.
Внаслідок економічної кризи, що почалася при переході до ринкової економіки, партія Діаконеску не потрапила до парламенту, під час виборів 2000 року. Сам Іон залишив усі партійні та державні посади.

### Після відходу з політики
Після 2000 року Діаконеску отримав посаду почесного голови партії. Бувши пенсіонером і проживаючи у своїй невеликій квартирі, він продовжував писати мемуари, які були опубліковані в 2003 році. У 2007 році в лавах PNŢCD намітився розкол: при цьому Діаконеску підтримав одну з груп, але не зумів зберегти єдність партії.
У 2009 році, за пропозицією Віктора Чорбеа, Діаконеску подав позов до суду на суму 18 мільйонів євро компенсації за своє ув'язнення, що супроводжувалося порушеннями прав людини. Передбачалося, що гроші будуть використані на благо партії". У 2010 році суд Бухареста присудив Діаконеску 500000 євро компенсації, але Апеляційний суд скасував рішення про фінансову компенсацію, хоча і погодився, що засудження 1948 року було політично вмотивованим.
Діаконеску ушпиталили в Бухаресті у вересні 2011 року через проблеми з серцем: спочатку його стан був стабільним, але в перші дні жовтня різко погіршився і він помер 11 жовтня 2011 року, у 94 роки.

## Спадщина
Діаконеску був похований на кладовищі Bellu в Бухаресті, з військовими почестями — після того, як він був посмертно нагороджений національним орденом «Зірка Румунії».